# Ugolino di Prete Ilario

Les fresques de la chapelle del Corporal de la cathédrale d'Orvieto

Ugolino di Prete Ilario  (Sienne, ?? - 1404) est un peintre et un mosaïste italien du Trecento qui est documenté à Orvieto de 1357 à 1384.

## Biographie
Ugolino di Prete Ilario est documenté entre 1357 et 1384 principalement pour ses interventions au cathédrale d'Orvieto, dans la chapelle del Corporal entre 1357 et 1364, puis par son œuvre principale :  l'ensemble des  décorations du chœur du dôme d'Orvieto, exécutées entre 1370 et 1380 avec ses aides Cola Petruccioli, Piero di Puccio et Andrea di Giovanni.

## Œuvres
- Fresques de la chapelle del Corporal (1357 - 1364), cathédrale d'Orvieto (restaurées fin XVe siècle).
- Décorations à fresque (1370-1684) du chœur de la cathédrale d'Orvieto (cappella dell'Eucarestia)[1]
- Les Quatre Évangélistes, une Annonciation et une Adoration des bergers, parmi les quatre tondi  de San Giovenale (it), Orvieto.